# Finsbury Park
Finsbury Park es un parque público en el municipio de Haringey en Londres. Está en el área cubierta anteriormente por la parroquia histórica de Hornsey, sucedida por el municipio municipal de Hornsey. Fue uno de los primeros parques de Londres establecidos en la época victoriana. El parque limita con los distritos de Finsbury Park, Harringay, Stroud Green y Manor House.